# Chrysopidia zhaoi
Chrysopidia zhaoi är en insektsart som beskrevs av C.-k. Yang och X.-x. Wang 1990. Chrysopidia zhaoi ingår i släktet Chrysopidia och familjen guldögonsländor. Inga underarter finns listade i Catalogue of Life.